# جاك روسو
جاك روسو (بالفرنسية: Jacques Rousseau)‏ هو رسام فرنسي، ولد في 4 يونيو 1630 في باريس في فرنسا، وتوفي في 16 ديسمبر 1693 في لندن في المملكة المتحدة.